# Callidium pseudotsugae
Callidium pseudotsugae là một loài bọ cánh cứng trong họ Cerambycidae.